# 蕭存
萧存（?—?），字伯诚，唐朝官员，出自兰陵萧氏，萧颖士之子。
萧存诚实正直有父风。善于写文章，与韩会、沈既济、梁肃、徐岱等人友好。浙西观察使李栖筠上表任用他为常熟主簿。颜真卿在湖州，与萧存及陆鸿渐等讨论古今韵字的来源，写书数百篇。建中初年，由殿中侍御史四次升任到比部郎中。张滂主财赋，征辟萧存留务京师。裴延龄与张滂不和，萧存恨裴延龄奸佞，弃官而去，得风痹去世。韩愈少年时被萧存器重，自袁州返回，过萧存庐山故居，萧存诸子都已去世，只有一女健在，韩愈以财物救助其家。